# Tranquillo Cremona

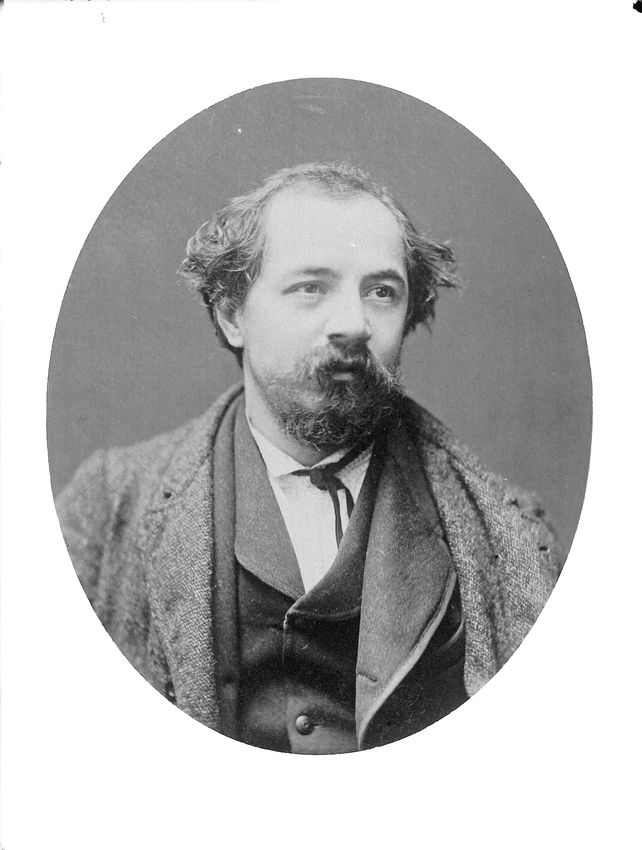
Porträt von Tranquillo Cremona

Tranquillo Cremona (* 10. April 1837 in Pavia; † 10. Juni 1878 in Mailand) war ein italienischer Maler.
Tranquillo Cremona orientierte sich in seinem Stil an Giovanni Carnovali. In seiner Kunst lässt er die „formauflösende venezianische Tradition weiterleben“. Cremona schloss sich diversen lombardischen Künstlergruppen an, die als verspätete Romantiker bezeichnet werden. Des Weiteren schloss er sich auch Federico Faruffini an. 
Sein Hauptwerk L’edera genoss große Beliebtheit, da es „unter dem Symbol des Efeu die Treue in der Liebe darstellt“.
Tranquillo Cremona starb am 10. Juni 1878 an einer Darmerkrankung, welche auf eine Vergiftung zurückzuführen ist. Nach seinem Tod wurde er auf dem Cimitero Monumentale in Mailand beigesetzt.

## Werke (Auswahl)

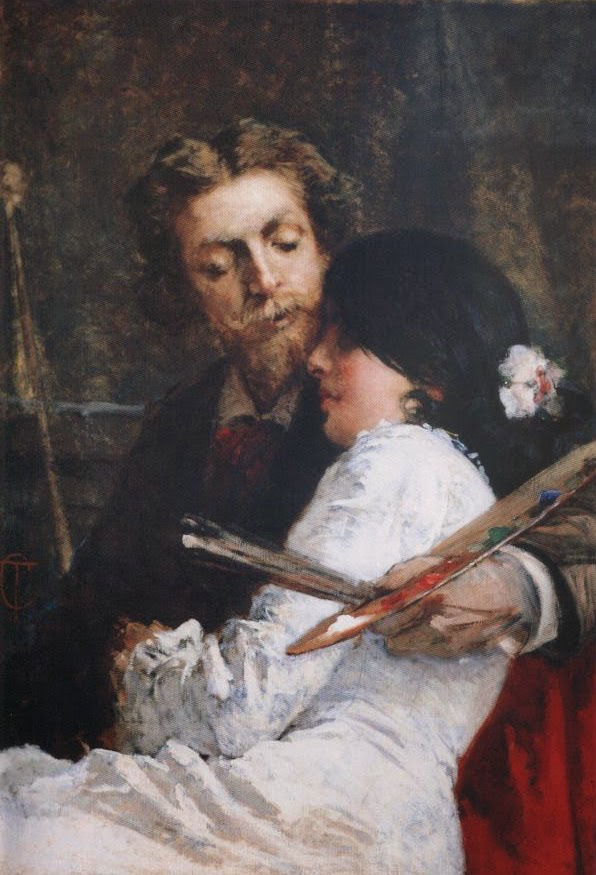
The painter and the model, um 1871
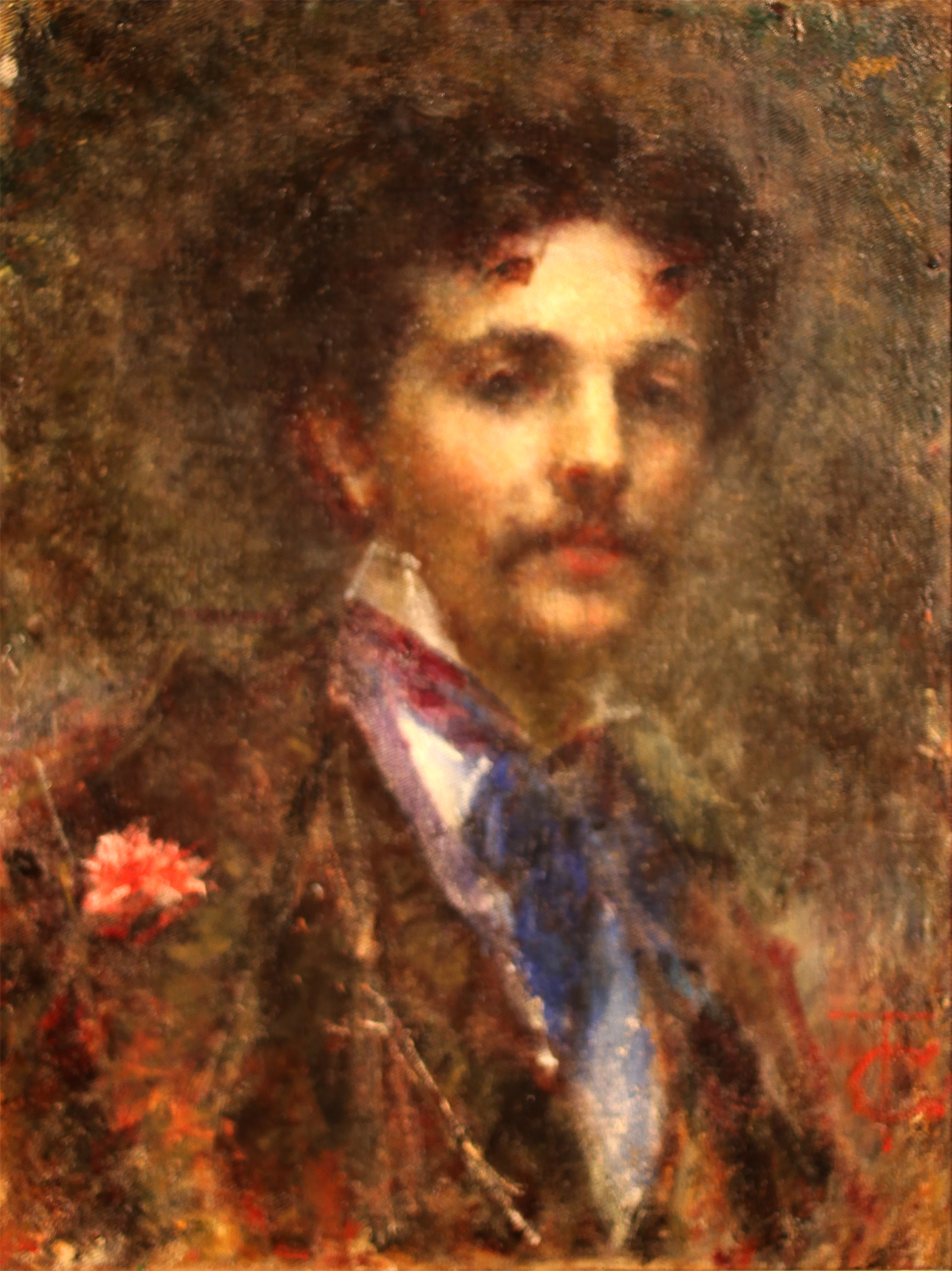
Porträt von Luigi Luvoni, 1872
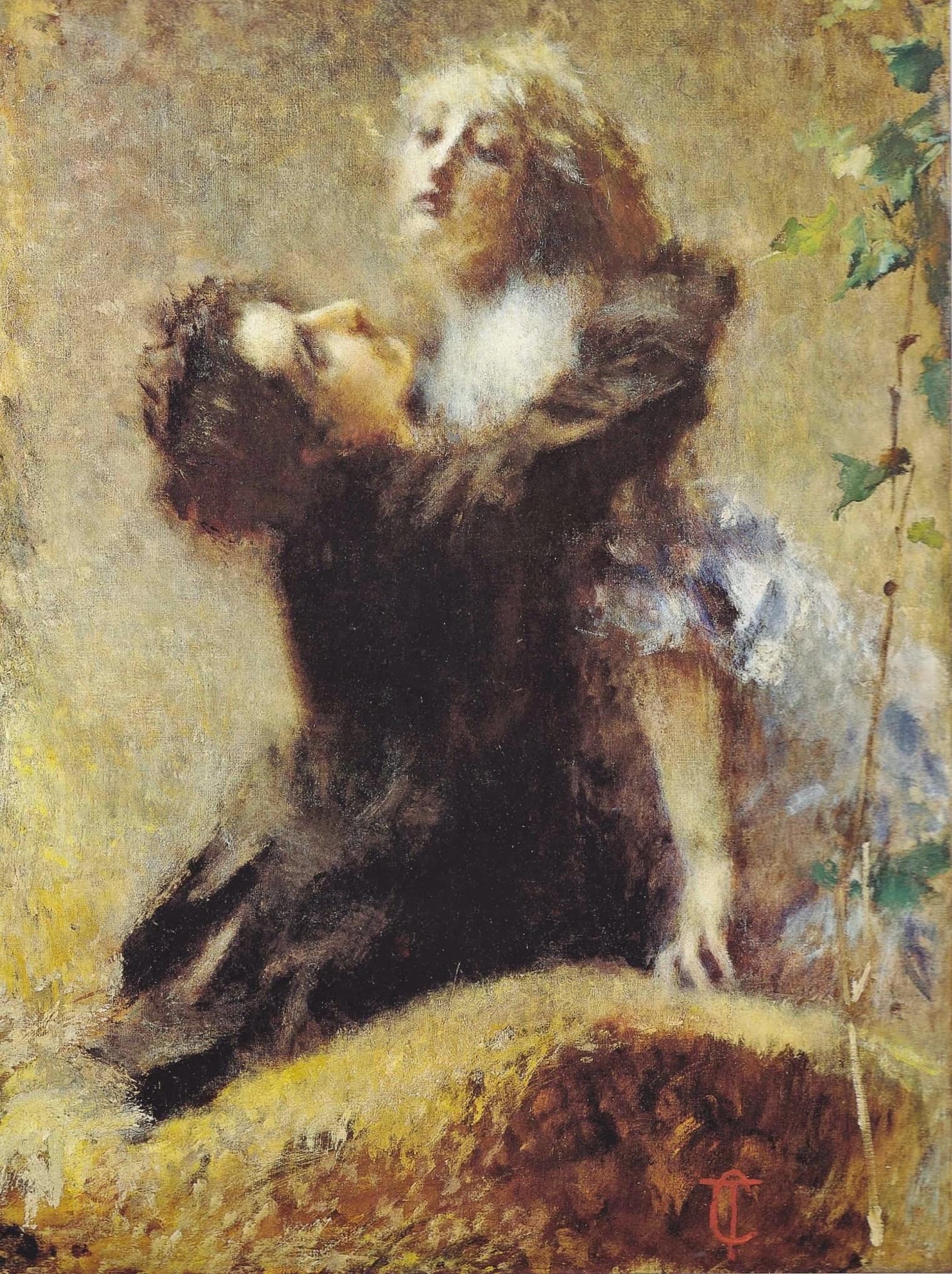
L’edera, 1878
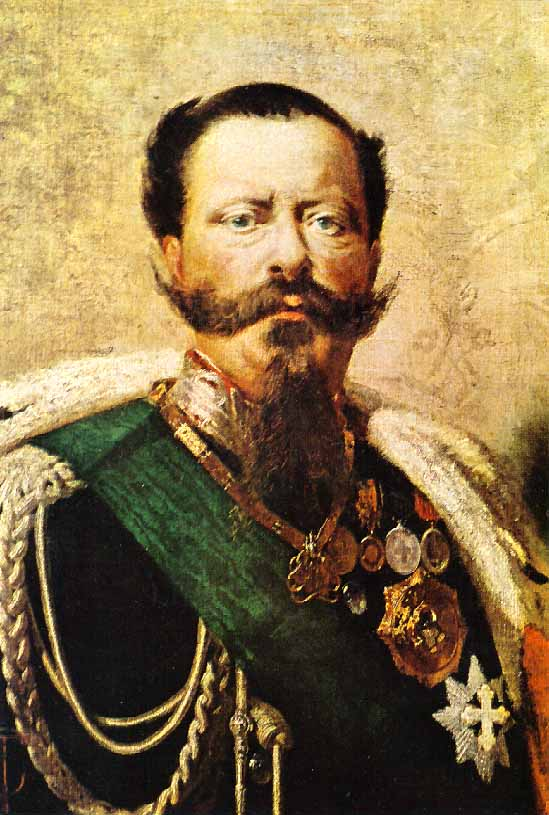
Porträt von Viktor Emanuel II.
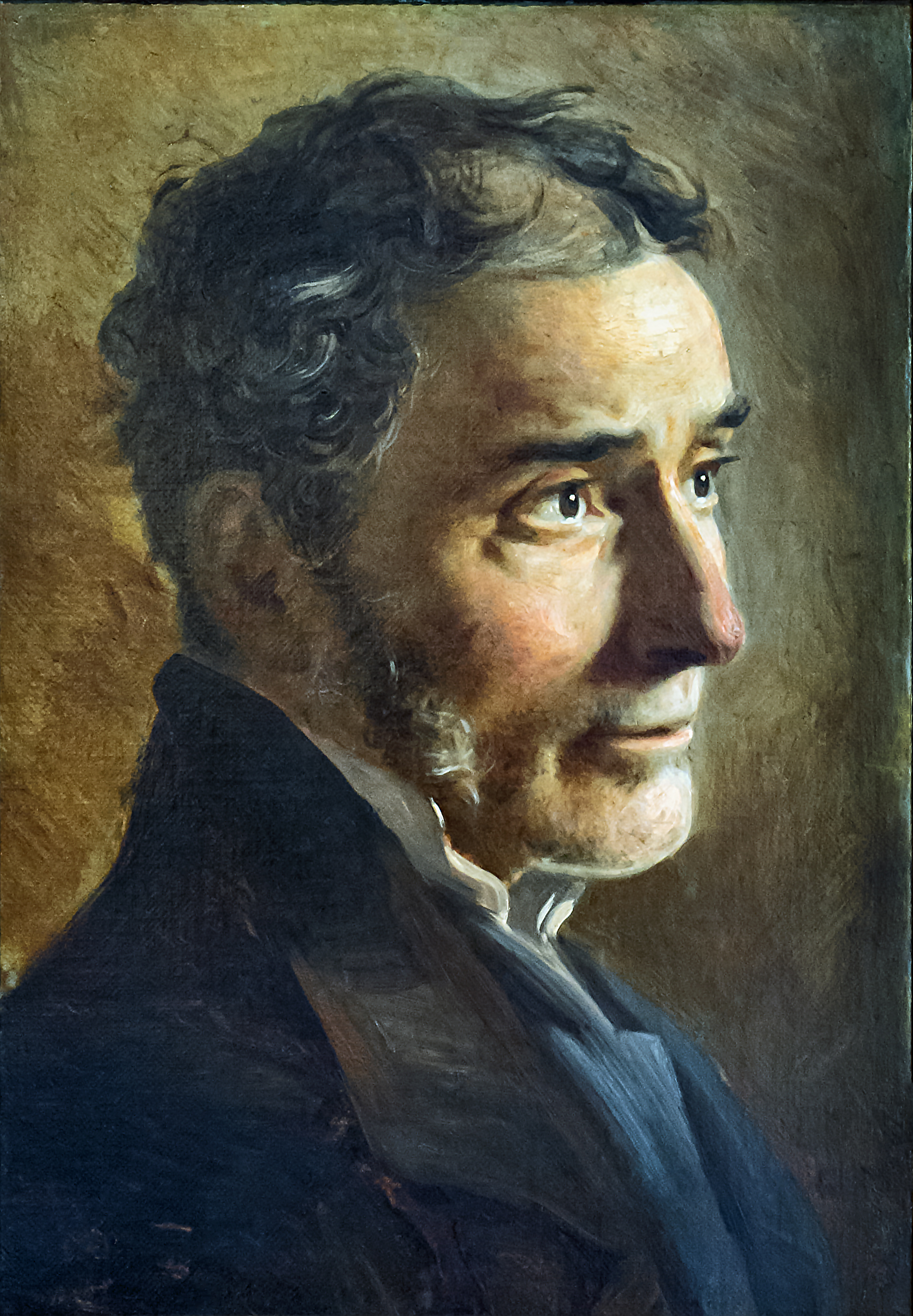
Porträt von Ludovico Lipparini, 1858

Cremonas Werke sind unter anderem in der Accademia in Venedig ausgestellt.